# Брачно саветовање
Брачно саветовање је форма брачне терапије. Поједини социјални радници идентификују брачно саветовање као брачну терапију, док други сматрају да је саветовање мањег интензитета, директивније и да се бави паровима који су у мањој кризи. Истраживањем није доказана разлика. Многи социјални радници користе појам брачне терапије јер сматрају да је у питању мање теоретска а више практична оријентација, заснована на техникама и методама и вештинама социјалног рада.

## Везе
- Брачно саветовалиште